# تعلم قائم على التصميم
التعلم القائم على التصميم (DBL)، والمعروف أيضًا باسم التعليم القائم على التصميم، هو شكل من أشكال التعلم القائم على الاستقصاء، أو علم التربية، والذي يعتمد على دمج التفكير التصميمي وعملية التصميم في الفصل الدراسي في مستويات K-12 وما بعد الثانوية. يمكن العثور على بيئات التعلم القائمة على التصميم في العديد من التخصصات، بما في ذلك تلك المرتبطة تقليديًا بالتصميم (مثل الفن والهندسة المعمارية والهندسة والتصميم الداخلي والتصميم الجرافيكي)، بالإضافة إلى تخصصات أخرى لا تعتبر عادةً مرتبطة بالتصميم (العلوم والتكنولوجيا والأعمال والعلوم الإنسانية). يتم استخدام التعلم القائم على التصميم، بالإضافة إلى التعلم القائم على المشاريع والتعلم القائم على حل المشكلات، لتدريس مهارات القرن الحادي والعشرين مثل التواصل والتعاون وتعزيز التعلم العميق.